# Wright Flyer
El Wright Flyer (a menudo referido como Flyer I y de vez en cuando como Kitty Hawk) fue la primera máquina voladora a motor construida por los hermanos Wright. El vuelo está reconocido por la Fédération Aéronautique Internationale, el organismo elaborador de normas y del mantenimiento de registros para la aeronáutica y la astronáutica, como «el primer vuelo sostenido en una aeronave más pesada que el aire».

## Diseño y desarrollo

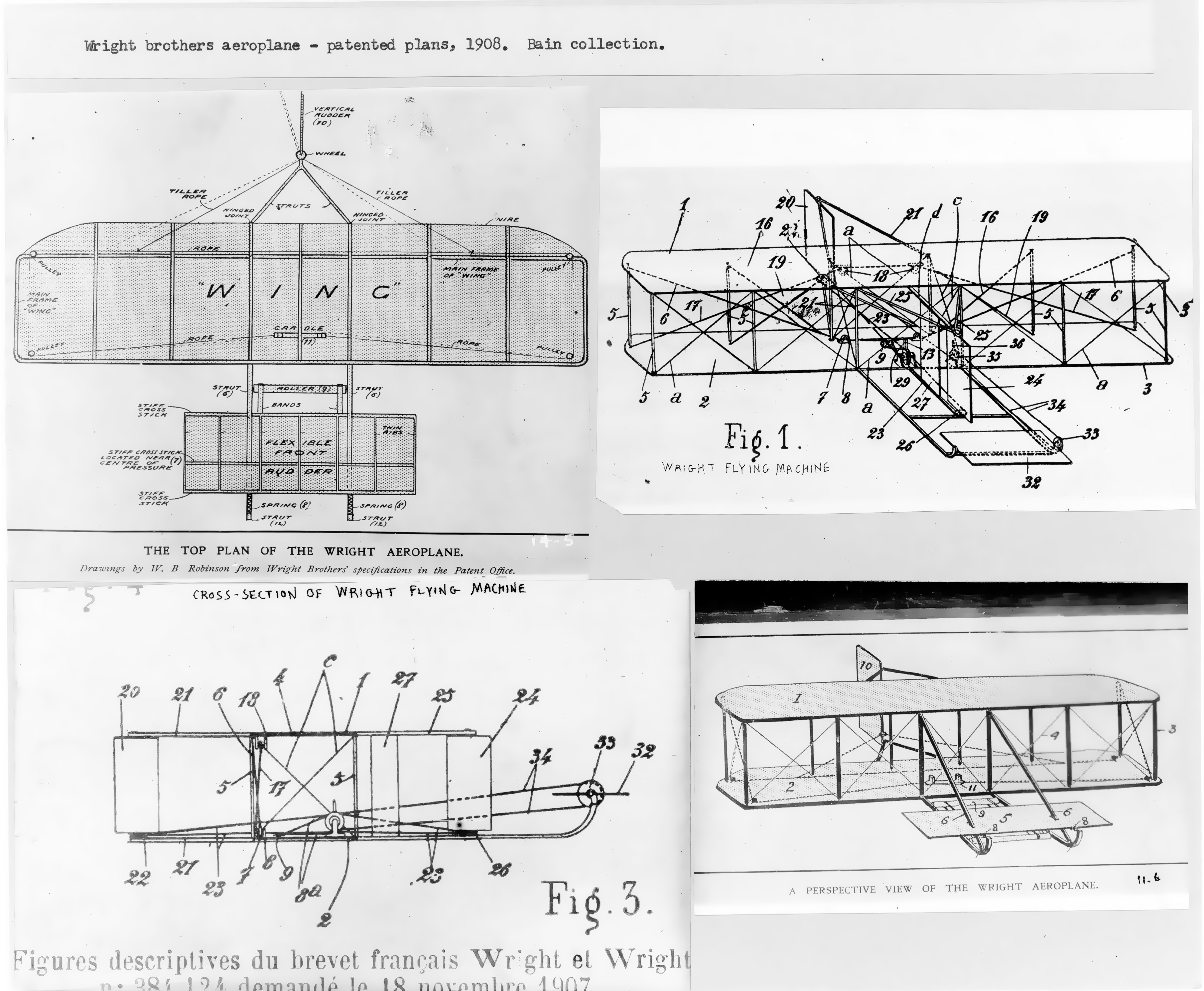
Imágenes de los planos de la patente.

Ello se consiguió en la colina Kill Devil de Kitty Hawk, Carolina del Norte, el 17 de diciembre de 1903, cuando en el primero de los cuatro vuelos registrados ese día, y con Orville Wright a los mandos, el Flyer se mantuvo en el aire durante 12 segundos, cubriendo una distancia de 37 m; en el cuarto y último vuelo, y con Wilbur Wright como piloto, la distancia fue de 260 m, cubierta en 59 segundos.
Los hermanos Wright armaron el avión en 1903 utilizando los abetos gigantes autóctonos de la zona como material de construcción. Puesto que no se pudo encontrar un motor de automóvil adecuado para la tarea, los hermanos Wright encargaron a su empleado Charles E. Taylor construir un nuevo diseño. El motor tenía cuatro cilindros en línea, estaba refrigerado por agua y mediante dos cadenas movía solidariamente las dos hélices bipala de madera. Una cadena de piñón, préstamo de la tecnología de bicicletas, propulsaba las hélices dobles, que también fueron fabricadas a mano.
El Flyer era un biplano sin fuselaje, el timón de dirección era doble en forma de cajón que se podía mover totalmente y el timón de profundidad también era biplano en posición de canard. Los dos timones estaban unidos a las alas por medio de montantes. Unas riostras reforzaban la sujeción de los montantes.
La pista de despegue del Flyer era una pista de tablones de 2x4 pulgadas apoyados sobre uno de los lados estrechos, que los hermanos apodaron el «Cruce de Ferrocarril».

## Réplica
En el Club de Aeromodelismo «Cormorán», situado en Olóriz, Navarra, nueve de sus socios decidieron realizar en 2003 una réplica de este avión a escala real, reproduciendo hasta los más mínimos detalles. La aeronave se exhibió en varias exposiciones y, más adelante, la donaron al Museo de Aeronáutica y Astronáutica el 17 de marzo de 2007.

## Especificaciones

### Características generales
- Tripulación: Uno (piloto)
- Longitud: 6,4 m (21,1 ft)
- Envergadura: 12,3 m (40,3 ft)
- Altura: 2,7 m (9 ft)
- Superficie alar: 47 m² (505,9 ft²)
- Peso vacío: 274 kg (603,9 lb)
- Peso máximo al despegue: 338 kg (745 lb)
- Planta motriz: 1× motor en línea de 4 cilindros y 3294 cc .
  - Potencia: 9 kW (12 HP; 12 CV) a 1090 rpm
- Hélices: 2× Bipala de paso fijo por motor.
- Diámetro de la hélice: 2,55 m

### Rendimiento
- Velocidad máxima operativa (Vno): 48 km/h (30 MPH; 26 kt)
- Techo de vuelo: 9 m (30 ft)
- Carga alar: 7 kg/m²